# Улица Станоја Главаша (Београд)
| улица · СТАНОЈА ГЛАВАША | улица · СТАНОЈА ГЛАВАША        |
| ----------------------- | ------------------------------ |
|                         |                                |
| Општина                 | Палилула                       |
| Почетак                 | 27. марта                      |
| Крај                    | Цвијићева улица                |
| Дужина                  | 400 m                          |
| Ширина                  | 12 m                           |
| Створена                | 1872                           |
| Названа                 | 1930                           |
| Стари називи            | Изворна (Изворска) и Главашева |
|                         |                                |
|                         |                                |
|                         |                                |

Улица Станоја Главаша налази се на Општини Палилула, у Београду, простире се од 27. марта до Цвијићеве улице и сече Кнез Данилову.

## Име улице
Улица је назив добила у част Станоја Главаша, из села Глибовац код Смедеревске Паланке, учесника I српског устанка, који је још пре устанка војевао са Карађорђем Петровићем и Хајдук Вељком.

## Историја
Улица Станоја Главаша овај назив носи од 1930. године. 
Пре тога, у периоду по оснивању, од 1872. до 1896. године, улица је носила назив Изворна или Изворска. Овај назив је 1896. године промењен у Главашева, а од 1930. године улица носи свој данашњи назив Станоја Главаша. 
Станоје, по презимену Стаматовић, познатији као Станоје Главаш, био је чувени хајдук који је војевао у I српском устанку. На збору устаника у Орашцу он је одбио да буде вођа устанка и током устанка је војевао без старешинства. Упркос томе истакао се у бројним борбама: код Делиграда, приликом ослобођења Прокупља и упада у Топлицу и код опсаде Београда. 
Крајем 1807. године предлагао је да се устанак прошири на Србе у Аустрији, а 1813. године Главаш се предао Турцима, који су му у надзор поверили Цариградски друм. Међутим, по наредби београдског везира Сулејман-паше Скопљака, Главаш је убрзо убијен, а његову главу Сулејман-паша је истакао испред свог конака у Београду. Доцније је глава пренета у село Баничину, на место које се од тада назива Главашево гробље. Касније, у мају 1902. године, Главашеви посмртни остаци пренети су у гробницу код сеоске цркве и подигнут му је споменик.
Јунаштво овог хајдука опевано је у бројним народним песмама, а у његову част је Ђура Јакшић написао и драму Станоје Главаш.

## Суседне улице
- Доктора Драгослава Поповића
- Старине Новака

## Значајни објекти
- Фармацеутска индустрија „Dren Farma”, Станоја Главаша 13
- Фитнес центар „Tref”, Станоја Главаша 25
- Геодетске услуге „Geomer group”, Станоја Главаша 13
- „Izosmart” - грађевинска индустрија, Станоја Главаша 4
- Клуб читалаца „Лагуна”, Станоја Главаша 1

У улици се налазе и бројне адвокатске канцеларије, апотеке, стоматолошке ординације, козметички салони, лабораторије и продавнице.